# Crash Team Rumble
Crash Team Rumble est un jeu vidéo d'arène de combat en ligne multijoueur développé par Toys for Bob et publié par Activision Blizzard⁣⁣⁣, sorti le 20 juin 2023. Ce jeu de la série Crash Bandicoot présente plusieurs personnages de son casting en tant que personnages jouables. Le gameplay oppose deux équipes de joueurs alors qu'elles stockent des fruits Wumpa tout en entravant les efforts de l'équipe adverse.

## Système de jeu
Crash Team Rumble est un jeu vidéo d'arène de combat en ligne multijoueur à quatre contre quatre dans laquelle un certain nombre de personnages de Crash Bandicoot sont jouables, notamment Crash, Cortex, Coco, Dingodile, Brio et Tawna. Les joueurs doivent capturer plus de fruits Wumpa que l'autre équipe pour remporter la victoire. En plus de déposer leur propre fruit Wumpa dans une zone de dépôt, les joueurs doivent également défendre la zone de dépôt de leur adversaire pour l'empêcher de déposer son propre approvisionnement. Chaque personnage possède des compétences et des capacités uniques avec lesquelles ils doivent combattre l'équipe adverse,,,,. Le jeu propose la fonctionnalité du jeu multiplateforme. 

## Sortie et marketing
Le 7 octobre 2022, Activision a livré un colis aux influenceurs composé d'une boîte à pizza avec un reçu joint annonçant la sortie de Crash Bandicoot 4: It's About Time via Steam le 18 octobre. Un message au bas du reçu teasait l'annonce d'un nouveau titre Crash Bandicoot le 8 décembre prochain, date des Game Awards 2022. Lors de la cérémonie de remise des prix, Crash Team Rumble a été annoncé via une première bande-annonce, avec une sortie prévue en 2023 pour PlayStation 4, PlayStation 5, Xbox One et Xbox Series. Le 21 mars 2023, le studio a annoncé la sortie du jeu pour le 20 juin 2023. 
Il s'agit du deuxième titre inédit de la série Crash Bandicoot développé par Toys for Bob, après Crash Bandicoot 4: It's About Time. 

## Personnages jouables

### Encaisseur
- Crash Bandicoot
- Tawna Bandicoot (alternative)
- CatBat
- Spyro le dragon

### Amplificateur
- Coco Bandicoot
- Dr Neo Cortex
- Dr N. Gin
- Ripto

### Bloqueur
- Dingodile
- Dr Nitrus Brio
- Dr N. Tropy (féminin)
- Ripper Roo
- Elora

## Personnages des arènes (Nom de l'arène)
- Uka Uka (Tours Tiki)
- Aku Aku (Vallée goudronnée)
- Nitros Oxide (Canyon calamité)
- Akano (Promenades Paisibles)
- Lani-Loli (Grottes N.Sanity)
- Ika Ika (Sommet Abstrait)
- Kupuna-Wa (Paysage Urbain)
- Gulp (Arène des artisans)
- Richard (Forêt d'été)